# David Diehl
David Diehl (Chicago, Illinois, 15. rujna 1980.) je igrač NFL kluba New York Giants hrvatsko-njemačkog porijekla.
Svoju ljubav prema svojoj pradomovini iskazao je tako što je istetovirao veliki hrvatski grb na lijevoj nadlaktici.
Profesionalnu karijeru je započeo 2003. godine kada je kao 25. pick izabran u 5. krugu NFL drafta ukupno 160 izbor.  U svojoj premijernoj sezoni igrao je u svih 16 utakmica kao desni bek, a pokazao je svestranost igrajući na više pozicija u napadačkoj liniji.
2008. je godine podpisao 6-godišnji ugovor za New York Giants vrijedan 31 milijun dollara.
Sa svojom momčadi osvojio je Super Bowl 2008. U finalu su Giantsi savladali, u sezoni nepobjedive, New England Patriotse, za što je dosta zaslužan bio i David. Giantsi su pobijedili sa 17–14.
2012. godine bilo je vrijeme da opet sa svojim klubom osvoji Super Bowl i opet s pobjedom 21-17 nad New England Patriots
10 lipnja 2012. ga je njujorška policija uhitila zbog toga što je vozio s 1,8 promila alkohola u krvi. Radilo se o tome što je nakon Hrvatske pobijede nad Irskom od 3:1 u prvoj utakmici u grupi Europskog prvenstva sjeo u svoj BMW i slupao nekoliko parkiranih auta ali srećom nikoga nije ozlijedio.